# 건달과 섹스
건달과 섹스(원제: Polissons et galipettes)는 최근 발견된 300편 이상의 1905년~1930년에 만들어진 하드코어 포르노그래피 무성 영화 클립을 미셀 레일핵(Michel Reilhac) 감독이 재편집하고 에릭 르 구엔(Eric Le Guen)이 사운드트랙을 더한 2002년 영화이다. 영화의 대부분은 프랑스에서 만들어졌고 매춘소에서 상영되기가 의도되었다. 이 영화는 또한 미국의 포르노그래피 애니메이션 "묻혀진 보물 안의 에버레디 하톤"을 끼워넣었는데 1928년 앞뒤에 만들어져서 극장에서 상영된 적이 없다.
다루는 주제는 나비 부인 같은 고전의 포르노그래피적 각색, "총사"와 젖 짜는 여자 사이의 만남 같은 포르노그래피 클리셰의 선구자, 음탕한 수녀들과 신부들 같은 정형적 인물, 그리고 수간 영상 등인데, 감독에 따르면 그것들은 "현대 포르노 산업은 아무것도 발명하지 않았다 – 모든 것이 이미 우리의 위대한 조상들에 의해 영화화되었었다."는 것을 보여준단다.
그것의 개봉 (2003) 시점에 그것은 10년 동안 영국에서 BBFC가 평가한 첫번째 R18 등급 영화였는데, 그것의 내용들에도 불구하고, 부분적으로는 그것의 '고전적인' 스타일과 연대 그리고 "역사상의 장면" 때문이었다. 칸 영화제 감독주간 상영작이자, 2003 서울 넷 & 필름 페스티벌(세네프) 초청작.

## 목록
| 한제                 | 원제                       | 연도 | 영상 |
| -------------------- | -------------------------- | ---- | ---- |
| 화장대               | La Coiffeuse               | 1905 |      |
| 갈망하는 아틀리에    | Atelier Faiminette         | 1921 |      |
| 수녀원의 아보트 비트 | Mr. Abott Bitt at convent  | 1925 |      |
| 학교에서 스팽킹하기  | La Fessée à l’école        | 1925 |      |
| 식당의 총사          | Mousquetaire au restaurant | 1920 |      |
| 뱃사공               | La Voyeuse                 | 1924 |      |
| 나비 부인            | Miss Butterfly             | 1925 |      |
| 아쥐노의 사랑 방법   | Agenor fait un levage      | 1925 |      |
| 방학 숙제            | Devoirs de vacances        | 1920 |      |
| 티타임               | L'Heure du thé             | 1925 |      |
| 마사지               | Massages                   | 1930 |      |
| 묻혀진 보물          | Buried Treasure            | 1925 |      |